# ITF Women’s Circuit 2012 (Juli–September)
In den folgenden Tabellen werden die Tennisturniere des dritten Quartals des ITF Women’s Circuit 2012 dargestellt.

## Turnierplan
| Kategorien |
| ---------- |
| $100.000   |
| $75.000    |
| $50.000    |
| $25.000    |
| $15.000    |
| $10.000    |

### Juli
| Datum 1 | Turnierort                                         | Siegerin Einzel         | Siegerinnen Doppel                            |
| ------- | -------------------------------------------------- | ----------------------- | --------------------------------------------- |
| 02.07.  | Biella Torneo Internazionale Regione Piemonte 2012 | Johanna Larsson         | Eva Hrdinová Mervana Jugić-Salkić             |
| 02.07.  | Denver                                             | Nicole Gibbs            | Marie-Ève Pelletier Shelby Rogers             |
| 02.07.  | Versmold                                           | Annika Beck             | Mailen Auroux María Irigoyen                  |
| 02.07.  | Denain                                             | Kristína Kučová         | Myrtille Georges Céline Ghesquière            |
| 02.07.  | Middelburg                                         | Kirsten Flipkens        | Junri Namigata Yurika Sema                    |
| 02.07.  | Toruń                                              | Danka Kovinić           | Kateřina Kramperová Martina Kubičíková        |
| 02.07.  | Rovereto                                           | Timea Bacsinszky        | Estelle Guisard Julia Mayr                    |
| 02.07.  | Huzhu                                              | Liu Chang               | Li Yihong Zhang Kailin                        |
| 02.07.  | Istanbul                                           | Melis Sezer             | Başak Eraydın Melis Sezer                     |
| 02.07.  | Brüssel                                            | Natalia Ryzhonkova      | Daniela Seguel Anna Smolina                   |
| 02.07.  | Prokuplje                                          | Wiktorija Kan           | Lucia Butkovská Wiktorija Kan                 |
| 02.07.  | Neu Delhi                                          | Miyabi Inoue            | Risa Hasegawa Miyabi Inoue                    |
| 02.07.  | Scharm asch-Schaich                                | Anna Morgina            | Venise Chan Anna Morgina                      |
| 02.07.  | Pattaya                                            | Luksika Kumkhum         | Eri Hozumi Mari Tanaka                        |
| 09.07.  | Biarritz Open GDF Suez de Biarritz 2012            | Romina Oprandi          | Séverine Beltrame Laura Thorpe                |
| 09.07.  | Yakima                                             | Shelby Rogers           | Samantha Crawford Madison Keys                |
| 09.07.  | Waterloo                                           | Sharon Fichman          | Sharon Fichman Marie-Ève Pelletier            |
| 09.07.  | Aschaffenburg Schönbusch Open 2012                 | Anna-Lena Friedsam      | Florencia Molinero Stephanie Vogt             |
| 09.07.  | Zwevegem                                           | Anastasija Sevastova    | Mihaela Buzărnescu Nicola Geuer               |
| 09.07.  | Huzhu                                              | Wen Xin                 | Li Ting Liang Chen                            |
| 09.07.  | Turin                                              | Estelle Guisard         | Lucía Cervera Vázquez Despina Papamichail     |
| 09.07.  | Istanbul                                           | Başak Eraydın           | Akari Inoue Kaori Onishi                      |
| 09.07.  | Iași                                               | Patricia Maria Țig      | Alexandra Damaschin Patricia Maria Țig        |
| 09.07.  | Pattaya                                            | Nungnadda Wannasuk      | Yurina Koshino Yumi Miyazaki                  |
| 16.07.  | Bukarest BCR Open Romania Ladies 2012              | María Teresa Torró Flor | Irina-Camelia Begu Alizé Cornet               |
| 16.07.  | Contrexéville                                      | Aravane Rezaï           | Julija Bejhelsymer Renata Voráčová            |
| 16.07.  | Donetsk                                            | Wesna Dolonz            | Ljudmyla Kitschenok Nadija Kitschenok         |
| 16.07.  | Astana                                             | Luksika Kumkhum         | Luksika Kumkhum Varatchaya Wongteanchai       |
| 16.07.  | Woking                                             | Sarah Gronert           | Nicha Lertpitaksinchai Peangtarn Plipuech     |
| 16.07.  | Imola                                              | Federica di Sarra       | Alice Balducci Federica di Sarra              |
| 16.07.  | Darmstadt                                          | Laura Siegemund         | Julia Kimmelmann Antonia Lottner              |
| 16.07.  | Granby                                             | Eugenie Bouchard        | Sharon Fichman Marie-Ève Pelletier            |
| 16.07.  | Campos do Jordão                                   | María Irigoyen          | Monique Adamczak Maria Fernanda Alves         |
| 16.07.  | Evansville                                         | Mallory Burdette        | Duan Yingying Xu Yifan                        |
| 16.07.  | Knokke                                             | Jessica Moore           | Beatriz Morales Hernández Alexandra Nancarrow |
| 16.07.  | Istanbul                                           | Başak Eraydın           | Yurina Koshino Mari Tanaka                    |
| 16.07.  | Cochabamba                                         | Patricia Kú Flores      | Jazmín Britos Katherine Miranda Chang         |
| 23.07.  | Astana President’s Cup 2012/Damen                  | Maria João Koehler      | Oksana Kalaschnikowa Marta Sirotkina          |
| 23.07.  | Olmütz ITS Cup 2012                                | María Teresa Torró Flor | Inés Ferrer Suárez Richèl Hogenkamp           |
| 23.07.  | Lexington                                          | Julia Glushko           | Shūko Aoyama Xu Yifan                         |
| 23.07.  | Wrexham                                            | Carina Witthöft         | Nicole Rottmann Lenka Wienerová               |
| 23.07.  | Les Contamines-Montjoie                            | Séverine Beltrame       | Conny Perrin Maša Zec Peškirič                |
| 23.07.  | São José do Rio Preto                              | Florencia Molinero      | Mailen Auroux María Irigoyen                  |
| 23.07.  | New Orleans                                        | Julia Elbaba            | Macall Harkins Zoe Gwen Scandalis             |
| 23.07.  | Bad Waltersdorf                                    | Julia Mayr              | Réka-Luca Jani Christina Shakovets            |
| 23.07.  | Viserba                                            | Gioia Barbieri          | Maria Masini Catalina Pella                   |
| 23.07.  | Izmir                                              | Miyabi Inoue            | Akari Inoue Kaori Onishi                      |
| 23.07.  | Horb am Neckar                                     | Laura Siegemund         | Emma Hayman Jade Schoelink                    |
| 23.07.  | Palić                                              | Wiktorija Kan           | Karin Morgošová Lenka Tvarošková              |
| 23.07.  | Maaseik                                            | Ysaline Bonaventure     | Kim Kilsdonk Nicolette van Uitert             |
| 23.07.  | Tampere                                            | Sandra Roma             | Olga Brózda Anouk Tigu                        |
| 23.07.  | La Paz                                             | Guadalupe Moreno        | Victoria Lozano Camila Silva                  |
| 30.07.  | Vancouver Odlum Brown Vanopen 2012/Damen           | Mallory Burdette        | Julia Glushko Olivia Rogowska                 |
| 30.07.  | Peking Beijing International Challenger 2012/Damen | Wang Qiang              | Liu Wanting Sun Shengnan                      |
| 30.07.  | Trnava                                             | Anastasija Sevastova    | Elena Bogdan Renata Voráčová                  |
| 30.07.  | Bad Saulgau                                        | Mervana Jugić-Salkić    | Rocío de la Torre Sánchez Nicole Rottmann     |
| 30.07.  | Rebecq                                             | Kirsten Flipkens        | Diana Buzean Daniëlle Harmsen                 |
| 30.07.  | Moskau                                             | Yuliya Kalabina         | Arina Rodionowa Walerija Solowjowa            |
| 30.07.  | Wien                                               | Barbara Haas            | Natela Dsalamidse Hanna Schkudun              |
| 30.07.  | Wrexham                                            | Chiaki Okadaue          | Yuka Higuchi Hirono Watanabe                  |
| 30.07.  | Ankara                                             | Laura-Ioana Andrei      | Laura-Ioana Andrei Zuzana Zlochová            |
| 30.07.  | Gardone Val Trompia                                | Yuliana Lizarazo        | Alice Moroni Gabriela Porubin                 |
| 30.07.  | Fort Worth                                         | Elizabeth Ferris        | Macall Harkins Dianne Hollands                |
| 30.07.  | São Paulo                                          | Roxane Vaisemberg       | Paula Cristina Gonçalves Roxane Vaisemberg    |
| 30.07.  | Savitaipale                                        | Piia Suomalainen        | Karen Barbat Eveliina Virtanen                |
| 30.07.  | Santa Cruz de la Sierra                            | Camila Silva            | María Fernanda Álvarez Terán Luciana Sarmenti |

### August
| Datum 1 | Turnierort                                  | Siegerin Einzel         | Siegerinnen Doppel                       |
| ------- | ------------------------------------------- | ----------------------- | ---------------------------------------- |
| 06.08.  | Bronx                                       | Romina Oprandi          | Shūko Aoyama Erika Sema                  |
| 06.08.  | Hechingen                                   | Maša Zec Peškirič       | Mervana Jugić-Salkić Sandra Klemenschits |
| 06.08.  | Monteroni d’Arbia                           | Estelle Guisard         | Federica di Sarra Anastasia Grymalska    |
| 06.08.  | Koksijde                                    | Annika Beck             | Diana Buzean Daniëlle Harmsen            |
| 06.08.  | Pirot                                       | Teodora Mirčić          | Raluca Elena Platon Eva Wacanno          |
| 06.08.  | Piešťany                                    | Kateřina Vaňková        | Karin Morgošová Michaela Pochabová       |
| 06.08.  | Bursa                                       | Wiktorija Kan           | Laura-Ioana Andrei Melanie Klaffner      |
| 06.08.  | Arequipa                                    | Aranza Salut            | Eduarda Piai Karina Venditti             |
| 13.08.  | Kasan                                       | Kateryna Koslowa        | Walentina Iwachnenko Kateryna Koslowa    |
| 13.08.  | Ratingen                                    | Laura Siegemund         | Ekaterine Gorgodse Sopia Kwazabaia       |
| 13.08.  | Middelkerke                                 | Deniz Khazaniuk         | Amy Bowtell Samantha Murray              |
| 13.08.  | Locri                                       | Sara Sorribes Tormo     | Despina Papamichail Sara Sorribes Tormo  |
| 13.08.  | Innsbruck                                   | Kateřina Vaňková        | Jasmina Kajtazovič Polona Reberšak       |
| 13.08.  | Bukarest                                    | Laura-Ioana Andrei      | Laura-Ioana Andrei Raluca Elena Platon   |
| 13.08.  | Istanbul                                    | Mari Tanaka             | Erika Takao Remi Tezuka                  |
| 13.08.  | Trujillo                                    | Patricia Kú Flores      | Aranza Salut Ana Sofía Sánchez           |
| 13.08.  | Brčko                                       | Jelena Pandžić          | Jelena Pandžić Karla Popović             |
| 20.08.  | Charleroi                                   | Anna-Lena Friedsam      | Séverine Beltrame Laura Thorpe           |
| 20.08.  | Prag                                        | Katarzyna Kawa          | Jesika Malečková Tereza Smitková         |
| 20.08.  | Braunschweig Braunschweig Women’s Open 2012 | Katharina Lehnert       | Jasmina Kajtazovič Anna Smolina          |
| 20.08.  | Pörtschach am Wörthersee                    | Yvonne Neuwirth         | Angelica Moratelli Milana Špremo         |
| 20.08.  | Enschede                                    | Elyne Boeykens          | Ekaterine Gorgodse Sopia Kwazabaia       |
| 20.08.  | Todi                                        | Sara Sorribes Tormo     | Nastassia Rubel Sara Sorribes Tormo      |
| 20.08.  | Lima                                        | Patricia Kú Flores      | Eduarda Piai Karina Venditti             |
| 20.08.  | San Luis Potosí                             | Anett Kontaveit         | Emily Fanning Anett Kontaveit            |
| 27.08.  | Mamaia                                      | Sharon Fichman          | Elena Bogdan Raluca Olaru                |
| 27.08.  | Tsukuba                                     | Aki Yamasoto            | Luksika Kumkhum Varatchaya Wongteanchai  |
| 27.08.  | Cairns                                      | Sacha Jones             | Monique Adamczak Victoria Larrière       |
| 27.08.  | Bagnatica                                   | Maria Elena Camerin     | Federica di Sarra Anastasia Grymalska    |
| 27.08.  | Caslano                                     | Kateřina Vaňková        | Giulia Sussarello Sara Sussarello        |
| 27.08.  | Sankt Petersburg                            | Aljaksandra Sasnowitsch | Olga Doroschina Yuliya Kalabina          |
| 27.08.  | Yeongwol                                    | Lee So-ra               | Kim Sun-jung Yu Min-hwa                  |
| 27.08.  | Rotterdam                                   | Ekaterine Gorgodse      | Carolin Daniels Franziska König          |
| 27.08.  | Belgrad                                     | Dalia Zafirova          | Lucia Butkovská Natalija Kostić          |
| 27.08.  | Gaziantep                                   | Margarita Lasarewa      | Olga Brózda Nikola Horáková              |
| 27.08.  | Osijek                                      | Iva Mekovec             | Aveta Dvořáková Barbora Krejčíková       |

### September
| Datum 1 | Turnierort                                           | Siegerin Einzel        | Siegerinnen Doppel                                |
| ------- | ---------------------------------------------------- | ---------------------- | ------------------------------------------------- |
| 03.09.  | Mestre                                               | Karin Knapp            | Mailen Auroux María Irigoyen                      |
| 03.09.  | Alphen aan den Rijn                                  | Sandra Záhlavová       | Diana Buzean Daniëlle Harmsen                     |
| 03.09.  | Noto                                                 | Kazusa Ito             | Kumiko Iijima Akiko Yonemura                      |
| 03.09.  | Rockhampton                                          | Olivia Rogowska        | Ayu Fani Damayanti Lavinia Tananta                |
| 03.09.  | Triest                                               | Iva Mekovec            | Petra Krejsová Jesika Malečková                   |
| 03.09.  | Antalya                                              | Ana Bogdan             | Olga Brózda Nikola Horáková                       |
| 03.09.  | Belgrad                                              | Natalija Kostić        | Anja Prislan Christina Shakovets                  |
| 03.09.  | Yeongwol                                             | Zhang Yuxuan           | Kim Ji-young Yoo Mi                               |
| 03.09.  | Engis                                                | Kateřina Vaňková       | Carolin Daniels Laura Schäder                     |
| 03.09.  | Buenos Aires                                         | Fernando Brito         | Andrea Benítez Camila Silva                       |
| 10.09.  | Ningbo Ningbo Open 2012/Damen                        | Hsieh Su-wei           | Shūko Aoyama Chang Kai-chen                       |
| 10.09.  | Redding                                              | Chelsey Gullickson     | Jacqueline Cako Sanaz Marand                      |
| 10.09.  | Mont-de-Marsan                                       | Timea Bacsinszky       | Timea Bacsinszky Mihaela Buzărnescu               |
| 10.09.  | Sofia                                                | Cristina Mitu          | Katarzyna Piter Barbara Sobaszkiewicz             |
| 10.09.  | Lleida                                               | Marine Partaud         | Tatiana Búa Yvonne Cavallé Reimers                |
| 10.09.  | Antalya                                              | Hanna Posnichirenko    | Diana Bogoliy Marianna Sakarljuk                  |
| 10.09.  | Kyoto                                                | Nao Hibino             | Nao Hibino Emi Mutaguchi                          |
| 10.09.  | São José dos Campos                                  | Laura Pigossi          | Maria Fernanda Alves Laura Pigossi                |
| 10.09.  | Astana                                               | Polina Monowa          | Polina Monowa Jana Sisikowa                       |
| 10.09.  | Pereira                                              | Cecilia Costa Melgar   | Cecilia Costa Melgar Anastasia Kharchenko         |
| 10.09.  | Buenos Aires                                         | Fernanda Brito         | Fernanda Brito Daniela Seguel                     |
| 10.09.  | Salisbury                                            | Chanel Simmonds        | Ayu Fani Damayanti Lavinia Tananta                |
| 17.09.  | Shrewsbury AEGON GB Pro-Series Shrewsbury 2012       | Annika Beck            | Wesna Dolonz Stefanie Vögele                      |
| 17.09.  | Albuquerque Coleman Vision Tennis Championships 2012 | Maria Sanchez          | Asia Muhammad Yasmin Schnack                      |
| 17.09.  | Podgorica                                            | Renata Voráčová        | Nicole Clerico Anna Zaja                          |
| 17.09.  | Shymkent                                             | Kateryna Koslowa       | Walentina Iwachnenko Kateryna Koslowa             |
| 17.09.  | Yoshkar-Ola                                          | Margarita Gasparjan    | Margarita Gasparjan Weronika Kapschaj             |
| 17.09.  | Saint-Malo                                           | Maryna Zanevska        | Pemra Özgen Alona Sotnykowa                       |
| 17.09.  | Port Pirie                                           | Sacha Jones            | Sacha Jones Sally Peers                           |
| 17.09.  | Dobrich                                              | Anne Schäfer           | Katarzyna Piter Barbara Sobaszkiewicz             |
| 17.09.  | Batumi                                               | Ani Amiraghjan         | Yuliya Kalabina Jewgenija Paschkowa               |
| 17.09.  | Antalya                                              | An-Sophie Mestach      | Yurina Koshino Kanami Tsuji                       |
| 17.09.  | Madrid                                               | Tatiana Búa            | Tatiana Búa Lucía Cervera Vázquez                 |
| 17.09.  | Bogotá                                               | Cecilia Costa Melgar   | Yuliana Lizarazo Laura Pigossi                    |
| 17.09.  | Scharm asch-Schaich                                  | Belinda Bencic         | Belinda Bencic Lou Brouleau                       |
| 17.09.  | Villa Allende                                        | Catalina Pella         | Victoria Bosio Catalina Pella                     |
| 24.09.  | Las Vegas                                            | Lauren Davis           | Anastasia Rodionova Arina Rodionowa               |
| 24.09.  | Telawi                                               | Elina Switolina        | Réka-Luca Jani Christina Shakovets                |
| 24.09.  | Clermont-Ferrand                                     | Stefanie Vögele        | Diāna Marcinkēviča Bibiane Schoofs                |
| 24.09.  | Madrid                                               | Aleksandrina Najdenowa | Malou Ejdesgaard Aleksandrina Najdenowa           |
| 24.09.  | Amelia Island                                        | Jamie Loeb             | María Fernanda Álvarez Terán Maria Fernanda Alves |
| 24.09.  | Prag                                                 | Magda Linette          | Lucy Brown Angelica Moratelli                     |
| 24.09.  | Scharm asch-Schaich                                  | Belinda Bencic         | Olga Brózda Lu Jiaxiang                           |
| 24.09.  | Antalya                                              | Jovana Jakšić          | Anaïs Laurendon Kateřina Vaňková                  |
| 24.09.  | Varna                                                | Wiktorija Tomowa       | Michaela Boev Anastassija Wassyljewa              |
| 24.09.  | Gulbarga                                             | Prerna Bhambri         | Kim Hae-sung Kim Ju-eun                           |